# Kolbe-féle nitrilszintézis
A Kolbe-féle nitrilszintézis alkil-nitrilek előállítására alkalmas szerves kémiai szintetikus módszer, melynek során a megfelelő alkil-halogenidet reagáltatják fém-cianiddal. A reakció egyik melléktermékeként izonitril keletkezik, mivel a cianidion ambidens nukleofil és a Kornblum-szabály szerint a szén- és a nitrogénatommal is reagálhat. A reakciót Hermann Kolbe után nevezték el.
{\displaystyle {\ce {{R-X}+CN^{\ominus }->{R-C{\equiv }N}+R-{\overset {\oplus }{N}}{\equiv }C^{\ominus }}}}
A termékben a két izomer aránya az oldószertől és a reakció mechanizmusától függ. Alkáli-cianidok, például nátrium-cianid és poláris oldószer esetén SN2 reakció megy végbe, melynek során a cianidion jobban polarizálható, kisebb elektronsűrűségű szénatomja támad az alkil-halogeniden. Ez a típusú reakció dimetil-szulfoxid oldószert használva a nitrilek előállításának kényelmes módszere.
Ha dietil-éterben ezüst-cianid reagenst használunk, akkor a reakció SN1 mechanizmus szerint, a nagyobb elektronsűrűségű nitrogénatom támadásával megy végbe, így fő termékként izonitril keletkezik.
Különösen primer alkil-halogenidek és benzil-halogenidek esetén érhető el jó nitril kitermelés, ha alkáli-cianid reagenst használunk.
A keletkező nitril hidrolízissel a megfelelő karbonsavvá, majd számos más funkciós csoporttá alakítható. A Kolbe-féle nitrilszintézis ezért a szénlánc bővítésének egyik hasznos eljárása.

## Fordítás
Ez a szócikk részben vagy egészben  a   Kolbe nitrile synthesis című angol Wikipédia-szócikk ezen változatának fordításán alapul.  Az eredeti cikk szerkesztőit annak laptörténete sorolja fel. Ez a jelzés csupán a megfogalmazás eredetét és a szerzői jogokat jelzi, nem szolgál a cikkben szereplő információk forrásmegjelöléseként.